# Climacoidea concinnoidea
Climacoidea concinnoidea är en kräftdjursart som först beskrevs av Joseph Swain 1955.  Climacoidea concinnoidea ingår i släktet Climacoidea och familjen Trachyleberididae. Inga underarter finns listade i Catalogue of Life.